# Từ điển bách khoa Việt Nam
Từ điển Bách khoa toàn thư Việt Nam (dictionnaire encyclopédique du Viêt Nam) est une encyclopédie dont quatre volumes sont parus entre 1996 et 2005. C'est la première encyclopédie de la République socialiste du Viêt Nam. Elle est financée par l'État.
Les travaux d'écriture et compilation ont commencé en 1987 sous l'impulsion du Premier ministre Phạm Văn Đồng, avec le professeur Hà Học Trạc à la tête du projet.